# کایری اروینگ
کایری اندرو اروینگ (انگلیسی: Kyrie Andrew Irving؛ زادهٔ ۲۳ مارس ۱۹۹۲) بازیکن بسکتبال حرفه‌ای مسلمان آمریکایی است که برای ￼￼دالاس موریکس در اتحادیه ملی بسکتبال (ان‌بی‌ای) بازی می‌کند. درخشش او در دانشگاه دوک به عنوان گارد راس آغاز شد و توانست تنها در ۸ بازی (او در باقی بازی‌ها به دلیل آسیب دیدگی از ناحیه انگشت پا به میدان نرفت) نظر تیم‌های زیادی در ان بی ای را به خود جلب کند. وی طرفداران بسیاری در اقصی نقاط ۵ قاره را داراست.
کایری اروینگ یکی از بهترین بازیکنان حال حاضر ان بی ای در دریبل کردن است و مهارت ویژه ای در کراس اوور دارد. در حال حاضر او در کنار بزرگانی هم چون :استفن کری_راسل وستبروک و جیمز هاردن از بهترین گارد راس‌های لیگ NBA محسوب می‌شوند. در فینال سال ۲۰۱۶ در بازی ۷ مقابل تیم گلدن استیت در ثانیه‌های حساس و پایانی بازی با یک پرتاب ۳ امتیازی زیبا از رو دستان استفن کری نقش به سزایی در قهرمانی کاوالیز داشت

## دوران دبیرستان

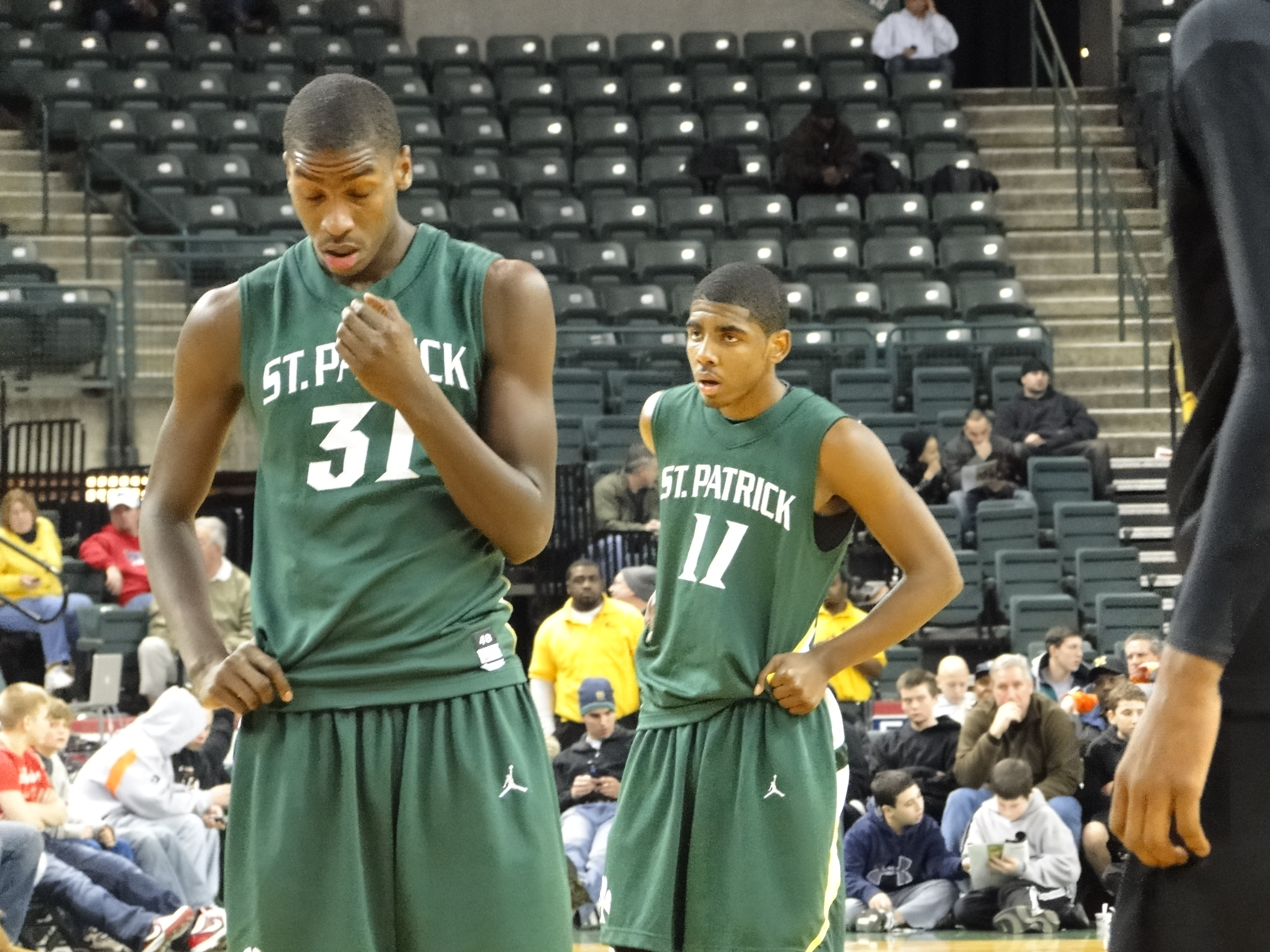
اروینگ پشت هم تیمی دبیرستانی و مهاجم آینده NBA مایکل کید-گیلکریست

او دو سال در تیم دبیرستان Montclair Kimberley Academy بازی کرد و در این مدت بیش از هزار امتیاز کسب کرد (دومین بازیکن در تاریخ مدارس که بیش از هزار امتیاز کسب کرده). وی در سال بعد به تیم سینت پاتریک پیوست و با Michael Gilchrist هم بازی شد.
در ژوئن سال ۲۰۱۰ وی همراه تیم آمریکا در مسابقات جهانی بسکتبال زیر ۱۸ سال شرکت کرد و موفق شد با این تیم قهرمان مسابقات شود. وی از طرف سایت Scout.com به عنوان دومین بازیکن برتر سال ۲۰۱۰ انتخاب شد. همچنین سایت Rivals.com او را در رده چهارم برترین بازیکنان سال ۲۰۱۰ قرار داد.

## دوران دانشگاه
کایری در تاریخ ۲۲ اکتبر ۲۰۰۹ به تیم دانشگاهی Duke پیوست. او در هشت بازی اول خود با نمایش خیره‌کننده ۱۷٫۴ امتیاز و ۵٫۱ پاس منجربه گل در هر بازی، به عنوان یکی از کاندیدای جایزه «بهترین بازیکن سال اولی» معرفی شد.
در بازی هشتم خود برای تیم دوک، کایری از ناحیه انگشت بزرگ پای چپ مصدوم شد و پای راستش حدود دو ماه در گچ بود. آخرین بازی او برای تیم دانشگاهیش در مقابل آریزونا رقم خورد؛ او در این بازی ۲۸ امتیاز کسب کرد.

## دوران حرفه‌ای
اروینگ اعلام کرد که از سه سال باقی‌مانده برای واجد شرایط شدن چشم پوشی کرده و وارد درفت ان‌بی‌ای ۲۰۱۱ خواهد شد، جایی که توسط کلیولند کاوالیرز در نخستین انتخاب دور نخست برگزیده شد. کایری در این فصل به عنوان یکی از بازیکنان تیم Chuck در مسابقه BBVA Rising Challenge به میدان رفت و توانست با کسب ۳۴ امتیاز در آن بازی به عنوان MVP آن بازی دست پیدا کند.
وی همچنین جایزه بهترین بازیکن تازه‌وارد فصل را از آن خود کرد سپس در سال ۲۰۱۷ به تیم بوستون (تلفظ صحیح: باستن)
سلتیکس انتقال یافت.
اما در سال ۲۰۱۹ با اینکه گفته بود که با باستن سلتیکس تمدید می‌کند ولی به بروکلین نتس پیوست

## زندگی شخصی
کایری در شهر ملبورن استرالیا به دنیا آمد. هنگامی که دو سال داشت خانواده‌اش به نیوجرسی در آمریکا نقل مکان کردند. پدرش دردریک ایروینگ در تیم بسکتبال بولین بومرز بازی می‌کرد. 
هنگامی که او ۴ سال داشت مادرش به دلیل بیماری درگذشت و پدرش مجبور شد او را به کمک عمه‌اش بزرگ کند. کایری به پدرش قول داده که در طی پنج سال مدرک کارشناسی خود را از دانشگاه دوک بگیرد. این در حالی است که تیم کلیولند کاوالیرز وی را در سال ۲۰۱۱ به عنوان اولین انتخاب برای تیم خود برگزیده‌است و وی مجبور است تمام وقت خود را صرف تمرین با این تیم کند.
در سال ۲۰۲۱ او در مصاحبه ای رسماً اعلام کرد که مسلمان شده و نام خود را به عبدل کایری ایروینگ تغییر داده‌است.